# Diocese de Fulda
A Diocese de Fulda (em latim: Dioecesis Fuldensis) é um território eclesiástico da Igreja Católica Romana sediado em Fulda, na Alemanha. Seu distrito cobre partes do noroeste de Hesse, oeste da Turíngia e um pequeno território na Baviera. A diocese é subordinada à Arquidiocese de Paderborn.
A diocese conta com 400.977 católicos, de uma população total de 1.709.590. O atual bispo é Dr. Michael Gerber e a igreja principal é a Catedral de Fulda. A diocese está dividida em dez regiões, com 304 paróquias.

## História
A origem da diocese está ligada à Abadia de Fulda, fundada em 744 por São Bonifácio e seus auxiliares. Desde 751 a Abadia não esteve subordinada a nenhuma diocese, e sim diretamente ao Papado, o que lhe deu grande importância dentro do Sacro Império Romano Germânico.
Essa importância materializou-se na Diocese de Fulda, criada pelo Papa Bento XIV a 5 de outubro de 1752.

## Bispos
| #                 | Nome                                    | Período    | Notas                                      |
| Bispos            | Bispos                                  | Bispos     | Bispos                                     |
| ----------------- | --------------------------------------- | ---------- | ------------------------------------------ |
| 18º               | Michael Gerber                          | 2018-atual |                                            |
| 17º               | Heinz Josef Algermissen                 | 2001-2018  |                                            |
| 16º               | Johannes Dyba                           | 1983-2000  |                                            |
| 15º               | Eduard Schick                           | 1975-1982  |                                            |
| 14º               | Adolf Bolte                             | 1959-1974  |                                            |
| 13º               | Johann Baptist Dietz                    | 1939-1958  |                                            |
| 12º               | Joseph Damian Schmitt                   | 1907-1939  |                                            |
| 11º               | Adalbert Endert                         | 1898-1906  |                                            |
| 10º               | Georg Ignaz Comp                        | 1894-1898  | Nomeado Arcebispo de Friburgo              |
| 9º                | Joseph Weyland                          | 1888-1894  |                                            |
| 8º                | Georg von Kopp                          | 1881-1887  |                                            |
| 7º                | Christoph Florentius Kött               | 1848-1873  |                                            |
| 6º                | Johann Leonhard Pfaff                   | 1832-1848  |                                            |
| 5º                | Johann Adam Rieger                      | 1828-1831  |                                            |
| 4º                | Adalbert III. de Harstall               | 1789-1814  |                                            |
| 3º                | Henrique VIII de Bibra                  | 1759-1788  |                                            |
| 2º                | Adalberto II de Walderdorff             | 1757-1759  |                                            |
| 1º                | Amand von Buseck                        | 1737-1756  |                                            |
| Bispos auxiliares |                                         |            |                                            |
|                   | Karlheinz Diez                          | 2004-atual |                                            |
|                   | Ludwig Schick                           | 1998-2002  | Nomeado Arcebispo de Bamberg               |
|                   | Johannes Kapp                           | 1976-2004  |                                            |
|                   | Hugo Aufderbeck                         | 1962-1973  | Nomeado Administrador apostólico de Erfurt |
|                   | Eduard Schick                           | 1962-1974  |                                            |
|                   | Josef Freusberg                         | 1953-1964  |                                            |
|                   | Adolf Bolte                             | 1945-1959  | Elevado a bispo                            |
|                   | Lothar Breidbach zu Bürresheim, O.S.B.  | 1778-1794  |                                            |
|                   | Ermenold Piesport, O.S.B.               | 1776-1778  |                                            |
|                   | Konstantin Schütz de Holzhausen, O.S.B. | 1757-1775  |                                            |
|                   | Amand von Buseck, O.S.B.                | 1728-1738  | Elevado a bispo                            |
|                   | Stephan Cloth, O.S.B.                   | 1727       |                                            |